# سيسيل موراي هاردن
سيسيل موراي هاردن (21 نوفمبر 1894-5 ديسمبر 1984) معلمة أمريكية، وأصبحت سياسية جمهورية ومدافعة عن حقوق المرأة. خدمت خمس ولايات في مجلس النواب الأمريكي (منذ 3 يناير 1949 وحتى 3 يناير 1959) ممثلة المنطقة السادسة للكونغرس في إنديانا. هاردن هي المرأة الجمهورية الوحيدة التي انتخِبت لتمثيل ولاية إنديانا في الكونغرس الأمريكي حتى عام 2012، عندما انتخِبت سوزان بروكس وجاكي والورسكي للعمل في الكونغرس الأمريكي رقم 113 ابتداءً من يناير 2013.
عُينت في البداية في لجنة شؤون المحاربين القدامى في الكونغرس الحادي والثمانين، وفي الفترة التالية انتقلت إلى لجنة مجلس النواب المعنية بالنفقات في الإدارات التنفيذية (التي سميت لاحقًا العمليات الحكومية)، حيث شغلت منصب رئيسة اللجنة الفرعية للعلاقات الحكومية للعمليات الحكومية خلال الكونغرس الثالث والثمانين. عملت هاردن لمدة ست سنوات (1953-1959) في لجنة مكتب البريد والخدمة المدنية خلال إدارة أيزنهاور. في عام 1957، اقترحت هاردن والنائبة الأمريكية فلورنس دواير تشريعًا في مجلس النواب الأمريكي لدعم المساواة في الأجور بين النساء. انضمت هاردن أيضًا إلى السناتور الأمريكي مارغريت تشيس سميث والنائب الأمريكي فرانسيس بولتون للتشجيع على إدراج القضايا التي تهم النساء في برنامج الحزب الجمهوري. بالإضافة إلى ذلك، ساعدت هاردن ناخبيها في ولاية إنديانا من خلال تأمين التمويل الفيدرالي لمشاريع السيطرة على الفيضانات، خاصة في وادي نهر واباش، وانتقدت خطة لجنة الطاقة الذرية الأمريكية في عام 1956 لإغلاق مصنعها للماء الثقيل في دانا، إنديانا.
أصبحت هاردن ناشطة في السياسة في عام 1932، وشغلت منصب نائبة رئيس الدائرة الجمهورية منذ عام 1932 وحتى عام 1940، ونائبة رئيس مقاطعة فاونتن، إنديانا، للحزب الجمهوري منذ عام 1938 وحتى عام 1950، وعضو اللجنة الوطنية الجمهورية لولاية إنديانا منذ عام 1944 وحتى عام 1959 ومنذ عام 1964 وحتى عام 1972، ومندوبة عامة في الاتفاقيات الوطنية للجمهوريين في 1948، 1952، 1956، 1968، و1972. عُينت هاردن للعمل بصفة مساعدة خاصة لشؤون المرأة لمدير البريد الأمريكي الجنرال آرثر سمرفيلد (منذ مارس 1959 وحتى مارس 1961) وعمل في اللجنة الاستشارية الوطنية لمؤتمر البيت الأبيض للشيخوخة في عام 1972-1973.

## حياة مهنية

### سياسة الدولة والسياسة المحلية
على الرغم من علاقات والدها بالحزب الديمقراطي، أصبحت هاردن نشطة في الحزب الجمهوري المحلي. أصبحت مهتمة بالسياسة المحلية لأول مرة في عام 1931، عندما عين الرئيس هربرت هوفر زوجها مدير مكتب بريد كوفينغتون. أصبحت هاردن أكثر نشاطًا في السياسة الجمهورية في عام 1933، بعد أن تولى الرئيس فرانكلين ديلانو روزفلت منصبه وعين ديمقراطيًا ليحل محل زوجها كمدير مكتب بريد في كوفينغتون.
دخلت هاردن السياسة في عام 1932 بصفتها نائب رئيس الدائرة الجمهورية، وهو المنصب الذي احتفظت به حتى عام 1940. ابتداءً من الثلاثينيات والأربعينيات من القرن العشرين، نشطت هاردن في سياسة إنديانا. في عام 1938، أصبحت نائبة رئيس الحزب الجمهوري لمقاطعة فاونتن، وهو المنصب الذي شغلته حتى عام 1950، وشغلت منصب نائب رئيس منطقة الكونغرس في إنديانا.
انضمت هاردن إلى مكتب المتحدثين الوطنيين الجمهوريين في عام 1940. انتخِبت عضوًا في اللجنة الوطنية للحزب الجمهوري في ولاية إنديانا في عام 1944، وعملت حتى عام 1959، ومرة أخرى منذ عام 1964 وحتى عام 1972.

### مجلس النواب الأمريكي
في عام 1948، عندما استقال الجمهوري من ولاية إنديانا نوبل جاي. جونسون من الكونغرس الأمريكي لقبول منصب قاضي فيدرالي، فازت هاردن بترشيح الحزب الجمهوري للترشح لمقعده في مجلس النواب الأمريكي في الانتخابات العامة في الخريف. في أول محاولة لها لشغل منصب انتخابي، هزمت هاردن بفارق ضئيل الديمقراطي جون جيمس (جاك جاي.) أوغرادي بهامش 483 صوتًا فقط من إجمالي 132,000 صوت مدلى به في الانتخابات. كان أوغرادي، وهو من مواليد تير هوت، بولاية إنديانا، أحد قدامى المحاربين في الجيش الأمريكي الذي مثل مقاطعة فيغو، إنديانا، في كلا مجلسي المجلس التشريعي لولاية إنديانا. انتخِبت هاردن لعضوية الكونغرس الحادي والثمانين والكونغرسات الأربعة التالية، وخدمت منذ 3 يناير 1949 وحتى 3 يناير 1959، ما مجموعه خمس فترات متتالية في مجلس النواب الأمريكي كنائبة عن المنطقة السادسة للكونغرس في إنديانا. صوتت هاردن لصالح قانون الحقوق المدنية لعام 1957.
في ولايتها الأولى في الكونغرس في عام 1949، عُينت هاردن في البداية في لجنة شؤون المحاربين القدامى، ولكن في الفترة التالية انتقلت إلى لجنة مجلس النواب للنفقات في الإدارات التنفيذية (التي سميت لاحقًا العمليات الحكومية). خلال المؤتمر الثالث والثمانين، ترأست هاردن اللجنة الفرعية للعلاقات الحكومية للعمليات الحكومية. عملت لمدة ست سنوات (1953-1959) في لجنة مكتب البريد والخدمة المدنية. أثناء خدمتها في هذه اللجان التابعة للكونغرس، جالت هاردن في المنشآت العسكرية للتقييم والبحث عن طرق لتحسين إجراءات المشتريات العسكرية. في محاولة لخفض التكاليف الحكومية في ظل إدارة أيزنهاور، حثت أيضًا المكاتب العسكرية وغيرها من المكاتب الحكومية على التفكير في استخدام الشركات الخاصة لأداء بعض أعمالها.
انضمت هاردن، وهي مدافعة عن حقوق المرأة، إلى عضو مجلس الشيوخ عن ولاية مين الأمريكية، مارغريت تشيس سميث، وممثل ولاية أوهايو في مجلس النواب الأمريكي، فرانسيس بولتون، لحث الحزب الجمهوري على تبني قواعد أساسية تهم النساء. في عام 1957، عرضت هاردن وممثلة الولايات المتحدة لنيوجيرسي فلورنس دواير «مشروع قانون لتوفير أجر متساوٍ للنساء».
خدمت هاردن ناخبيها في إنديانا من خلال تعزيز السيطرة على الفيضانات في وادي نهر واباش، مما ساعد في تأمين التمويل الفيدرالي لمشاريع السيطرة على الفيضانات في ولايتها. انتقدت خطة لجنة الطاقة الذرية الأمريكية في عام 1956 لإغلاق مصنع الماء الثقيل في دانا بولاية إنديانا، الكائن داخل منطقة الكونغرس. زعمت هاردن أن 900 عامل من الممكن أن يصبحوا عاطلين عن العمل نتيجة الإغلاق.
خسرت هاردن، التي ربطت مصالحها السياسية مع إدارة أيزنهاور، محاولتها للفوز بفترة ولاية سادسة في مجلس النواب الأمريكي أمام الديموقراطي فريد وامبلر، مدرب كرة القدم في مدرسة تير هوت الثانوية، في عام 1958 بفارق يزيد قليلًا عن 2%. كانت هاردن أحد أعضاء الكونغرس الجمهوريين السبعة في ولاية إنديانا الذين هُزموا في انتخابات عام 1958 (وواحد من سبعة وأربعين مقعدًا في مجلس النواب الأمريكي خسرها الجمهوريون في الانتخابات). ألقي اللوم على هزيمتها، جزئيًا، في الركود الذي أثر سلبًا على التوظيف الصناعي في تير هوت.

### خدمة أخرى
على الرغم من انتهاء فترتها النهائية في الكونغرس في يناير 1959، بقيت هاردن في واشنطن العاصمة بعد شهرين، وفي مارس 1959، عُينت مساعدة خاصة لشؤون المرأة لمدير مكتب البريد الأمريكي العام آرثر سمرفيلد. ظلت هاردن في هذا المنصب حتى حلت إدارة الرئيس جون كينيدي الديمقراطية محل إدارة أيزنهاور الجمهورية في مارس 1961. استمرت هاردن أيضًا في العمل كعضو في اللجنة الوطنية للحزب الجمهوري في ولاية إنديانا منذ عام 1964 وحتى عام 1972، وكمندوبة متجولة للاتفاقيات الوطنية الجمهورية في عام 1968 وعام 1972. في عام 1970، عين الرئيس ريتشارد نيكسون هاردن في اللجنة الاستشارية الوطنية لمؤتمر البيت الأبيض حول الشيخوخة، وخدمت هناك في 1972-1973.